# 和平島天后宮
25°09′21″N 121°46′00″E / 25.155900°N 121.766653°E
和平島天后宮，又稱社寮天后宮、大雞籠港口天后宮，是位於臺灣基隆市中正區社寮里、和平島的媽祖廟。

## 沿革
建廟傳說是有一艘海盜船在航經社寮島（今和平島），無法繼續航行，經向船上供奉的媽祖求筊後，認為神意要留在和平島，為日後社寮天后宮的由來。此後居民稱此神像為「大媽」，會挖其底部來治療痢疾。社寮太子爺廟也相傳有一尊海盜留下的媽祖神像。
乾隆十二年（1747年），社寮潘、陳、涂、謝、顏、池姓宗族擇地後，於社寮島西南建廟，命名名為「大雞籠港口天后宮」。嘉慶元年（1796年）重建，增二廂房偏殿前殿中井。
1927年市區改正，宮廟遭拆除，僅留偏殿奉祀媽祖。二次世界大戰期間，因廟宇近於造船廠，被盟軍轟炸，主體建築幾乎都被破壞殆盡。1948年遷建於現址，1952年重建。
1996年重建，耗資一億三千多萬元再重建，設計師為梁紹英，於1999年11月23日入火安座。

## 文物
信徒會贈送配件供此廟媽祖神像穿戴，除有清朝的繡花鞋，日後還有絲質手套、墨鏡、手錶、皮鞋等甚至衝鋒槍模型等。廟方在2007年3月31日在基隆市史蹟館展示過這些清治、日治的文物，曾引起注目。
香爐為光緒十五年（1889年）冬月由上海同椿裕治坊造，朱光齋敬獻。另外還有同治年間，台灣原住民受徵召攻打太平天國，返鄉後攜帶回來的樹瘤香爐。
日治時期，端午節時，廟方曾組成龍舟隊與當地的日本人、琉球人、朝鮮人比賽，留有一面繡有「射潮」二字的大錦旗。1993年，社寮里長簡阿金回憶，數年前曾有兩位琉球女子摸索來到此廟，來代替已不良於行的母親還願。

## 祭祀
和平島的主婦以掌握家庭經濟大權、招婿多、從母姓多聞名，像農曆三月二十三日媽祖誕辰，此廟繞島的神轎、陣頭由該島婦女主導負責。
中元節時，廟方會與值年爐主、頭家去南榮公墓舉行祭拜，因該地有原先葬於和平島的各國遺骨。
1912年，基隆慶安宮為慶祝改築落成，其管理員許梓桑偕同地方仕紳池清祥、張添福等九人遠渡湄洲媽祖廟進香，並恭迎媽祖蒞基安座，此神像稱為「湄洲謁祖三媽」。據和平島耆老說，原本該神像亦奉祀和平島天后宮，後來慶安宮議定每年農曆四月十九將此返至和平島天后宮作客，一直到1990年代才中止。後來2003年老大公廟中元節立燈篙和交接手爐儀式從慶安宮改為中正公園上的主普壇，一說因當年主普的賴姓宗親會主委兼和平島天后宮主委賴澄龍不滿此神像所有權有關。　

## 外部連結
- 和平島天后宮（页面存档备份，存于） - 基隆旅遊網